# Vejadgangsplan
En vejadgangsplan var i tiden forud for planlovreformen en plan, der alene skulle sikre, at hovedveje og større biveje kunne tjene deres formål ved at forhindre uhensigtsmæssige vejadgange fra privatboliger. 

## Baggrund og lovgrundlag
Baggrunden for vejadgangplaner var ønsket om at sikre at de offentlige hovedlandeveje kunne afvikle de tiltænkte mængder færdsel på en hensigtsmæssig måde ved at forhindre randbebyggelse med direkte adgang til vejen.
Vejadgangsplaner indførtes ved byplanloven 1938, gentoges i en række love om motorvejsanlæg 1941 og siden i vejbestyrelsesloven 1957.

## Retningsplaners indhold
Vejadgangsplanen har karakter af et kort over den behandlede vejstrækning, hvorpå vejadgange er vist. 

## Gyldighed
En vejadgangsplan skulle godkendes af ministeren for offentlige arbejder, hvor efter bestemmelse om ingen vejadgang tinglyses på de berørte ejendomme.

## Ophævelse
En tinglyst vejadgangsplan kan kun ændres ved ny vejadgangsplan (i dag i form af et vejprojekt).

## Vejadgangsplaners omfang
Det nøjagtige omfang af vejadgangsplaner er ikke opgjort. Et skøn fra 1965 lød på, at omkring 20.000 km offentlige veje blev underkastet vejadgangsanalyse.